# Did You Hear About the Morgans?
Did You Hear About The Morgans? (titulada:¿Qué fue de los Morgan? en España y ¿Y dónde están los Morgan? en Hispanoamérica), es una comedia romántica estrenada el 18 de diciembre de 2009 en Estados Unidos y el 8 y 18 de enero de 2010 en España y México, respectivamente. Protagonizada por Hugh Grant y Sarah Jessica Parker. Dirigida por Marc Lawrence.

## Argumento
Una exitosa pareja de Manhattan, el abogado Paul Morgan y la agente inmobiliaria Meryl Morgan, están separados debido a la infidelidad de Paul. Una noche, después de cenar, Meryl y Paul son testigos del asesinato de uno de los clientes inmobiliarios de Meryl. Como consecuencia, se convierten en objetivo del asesino a sueldo Vincent y deben entrar en el Programa de Protección de Testigos.
Paul y Meryl son trasladados al pequeño pueblo de Ray, Wyoming, y puestos temporalmente bajo la protección del matrimonio formado por el alguacil Clay Wheeler y su esposa Emma. Por su propia seguridad, no se les permite ningún contacto con el exterior por teléfono o correo electrónico. Les cuesta adaptarse a la vida en un pueblo pequeño, pero tras un peligroso encuentro con un oso y torpes intentos de disparar rifles, cortar leña y montar a caballo, acaban adaptándose y empiezan a ayudar a los ciudadanos locales de forma profesional. Mientras tanto, ninguno de sus ayudantes en Nueva York conoce su paradero. Meryl llama en secreto a la agencia de adopción para informarles de que no podrá seguir adelante con la adopción. Vincent coloca un micrófono en la oficina de Meryl y en el bolso de su ayudante Jackie, con la esperanza de obtener información, que finalmente tiene éxito cuando Jackie se entera por la agencia de adopción de que Meryl llamó y qué número utilizó.
Jackie intenta llamar a Meryl, pero Adam, el ayudante de Paul, se lo impide besándola, a lo que ella responde golpeándole con un taser y luego disculpándose, y sugiriéndole que la lleve a una cita al día siguiente. Paul y Meryl tienen una "cita" en la ciudad y comienzan a reconciliarse, discutiendo el estrés de la infertilidad que llevó al deterioro de su relación y la posterior infidelidad de Paul. Vuelven a estar juntos, pero entonces a Paul se le rompe el corazón cuando se entera de que Meryl tuvo una aventura de una noche con uno de sus conocidos durante su separación. Al día siguiente, con Vincent en la ciudad sin que ellos lo sepan, los Morgan se anticipan a dejar a Ray para esconderse definitivamente. Los Wheeler les invitan a un rodeo, pero los Morgan están en desacuerdo, así que declinan la invitación. Dejando a los Morgan sin ningún tipo de seguridad, los Wheeler se marchan al rodeo. Vincent intenta atacar la casa pero es abordado por un oso, lo que da tiempo a los Morgan para escapar. Huyen a caballo hacia el rodeo en busca de ayuda. Vincent les sigue hasta el rodeo, donde le descubren y se esconden en un traje de toro. Sin embargo, acaban en el ruedo con un toro, que embiste contra ellos hiriendo a Meryl. Meryl, incapaz de caminar, permanece escondida de Vincent mientras Paul se enfrenta impulsivamente a él con un bote de spray repelente de osos. Paul se rocía accidentalmente en la cara, alertando a Vincent, que apunta a Paul con una pistola. Los Morgan son rescatados por los Wheeler y sus nuevos amigos del pueblo.
Seis meses después, Jackie y Adam mantienen una relación comprometida, mientras que Paul y Meryl han reparado su matrimonio. Tienen una niña adoptada de China, llamada Rae en honor al pueblo de Wyoming, y Meryl está embarazada de su hijo biológico viviendo felizmente juntos en Nueva York.

## Reparto
- Hugh Grant como Paul Morgan
- Sarah Jessica Parker como Meryl Morgan
- Sam Elliott como Clay Wheeler
- Mary Steenburgen como Emma Wheeler
- Elisabeth Moss como Jackie Drake
- Jessie Libman como Adam Feller
- Michael Kelly como Vincent
- Wilford Brimley como Earl Granger

## Producción
Se empezó a rodar el 23 de marzo de 2009. Se rodó en la ciudad de Nueva York, Estados Unidos, y en varias poblaciones del estado de Nuevo México, como Santa Fe o Pecos. 

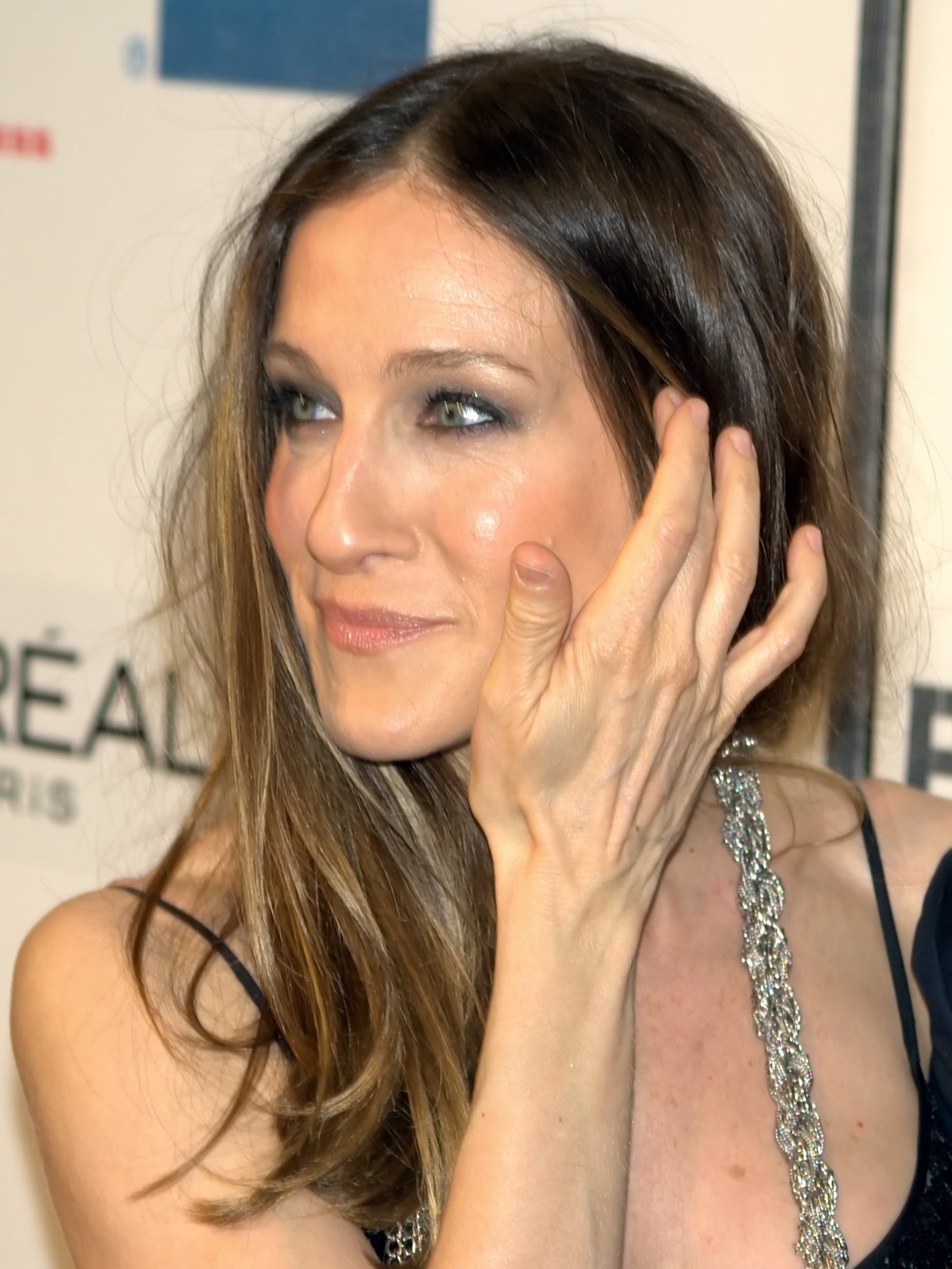
Sarah Jessica Parker como Meryl Morgan.

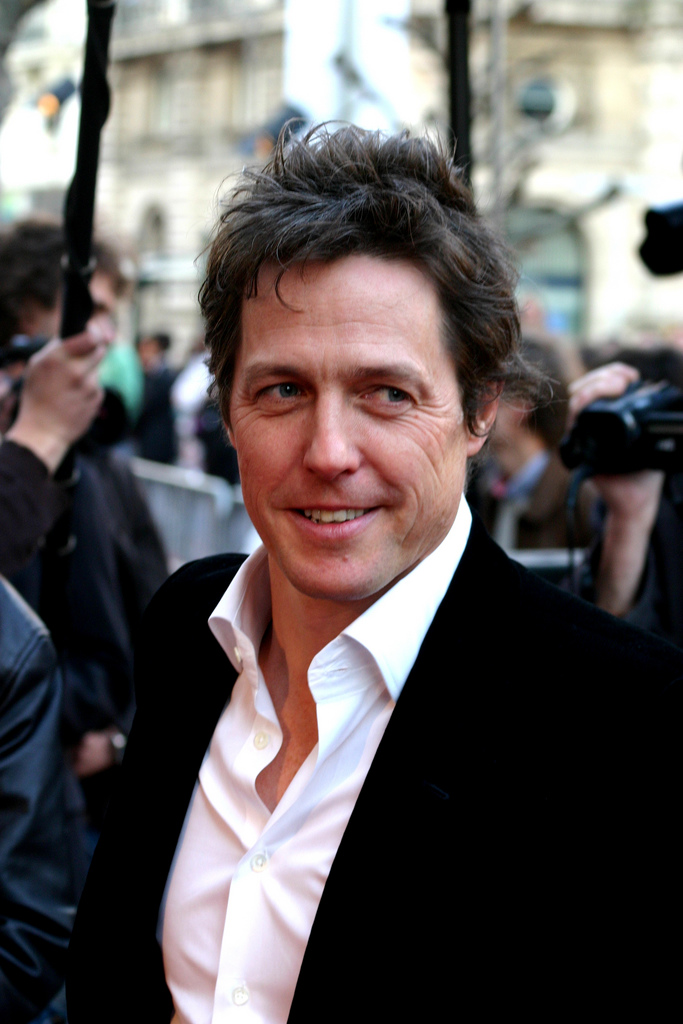
Hugh Grant como Paul Morgan.

## Recepción

### Respuesta crítica
Según la página de Internet Rotten Tomatoes obtuvo un 12% de comentarios positivos, llegando a la siguiente conclusión: "se deja mucho en manos de sus estrellas, pero con un guion aburrido y con dos protagonistas sin química, Did You Hear About the Morgans?, cae al vacío". Roger Ebert escribió que "esta película se ha hecho una y otra vez, y oh sí: muchísimo mejor. (...) Una cosa es segura: tendrás la sensación de que ya habías oído hablar de los Morgan". Manuel Cuéllar escribió para el Diario ABC que "casi nada es salvable de la enésima comedia romanticona tonta de Hollywood. Argumento estéril y química menos cinco entre sus protagonistas. Eso sí, está Hugh, su continuo tropezar y su chanza británica. Sólo por él merece la pena el trabajito". Según la página de Internet Metacritic obtuvo críticas negativas, con un 27%, basado en 28 comentarios de los cuales 2 son positivos.

### Premios
Razzie Awards
| Año  | Categoría   | Persona              | Resultado |
| ---- | ----------- | -------------------- | --------- |
| 2010 | Peor actriz | Sarah Jessica Parker | Candidata |

### Taquilla
Estrenada en 2.718 cines estadounidenses debutó en cuarta posición con 6 millones de dólares, con una media por sala de 2.434 dólares, por delante de The Twilight Saga: New Moon y por detrás de The Blind Side. Recaudó en Estados Unidos 58 millones. Sumando las recaudaciones internacionales la cifra asciende a 85 millones. El presupuesto estimado invertido en la producción fue de 58 millones.